# Halloy (Oise)
Halloy ist eine französische Gemeinde mit 439 Einwohnern (Stand 1. Januar 2022) im Département Oise in der Region Hauts-de-France. Die Gemeinde liegt im Arrondissement Beauvais und ist Teil der Communauté de communes de la Picardie Verte und des Kantons Grandvilliers.

## Geographie
Die Gemeinde liegt rund eineinhalb Kilometer südlich von Grandvilliers und an dieses anschließend an der früheren Route nationale 1. Sie wird im Norden von der Bahnstrecke von Aumale (Seine-Maritime) nach Beauvais berührt. Zur Gemeinde gehört der Ortsteil Petit-Halloy im Westen.

## Geschichte
Die Gemeinde wurde von der Abtei Lannoy gegründet.

## Einwohner
| 1962 | 1968 | 1975 | 1982 | 1990 | 1999 | 2006 | 2011 |
| ---- | ---- | ---- | ---- | ---- | ---- | ---- | ---- |
| 318  | 340  | 351  | 353  | 395  | 471  | 462  | 456  |

## Verwaltung
Bürgermeister (maire) ist seit 2008 Gilles Boyenval.

## Sehenswürdigkeiten
- Kirche Saint-Louis  (siehe auch: Liste der Monuments historiques in Halloy (Oise))